# Saint-Germain-du-Pinel
Saint-Germain-du-Pinel är en kommun i departementet Ille-et-Vilaine i regionen Bretagne i nordvästra Frankrike. Kommunen ligger i kantonen Argentré-du-Plessis som tillhör arrondissementet Fougères-Vitré. År 2022 hade Saint-Germain-du-Pinel 1 007 invånare.

## Befolkningsutveckling
Antalet invånare i kommunen Saint-Germain-du-Pinel
Referens:INSEE